# Dubrava (Bośnia i Hercegowina)
Dubrava (cyr. Дубрава) – wieś w Bośni i Hercegowinie, w Republice Serbskiej, w gminie Kalinovik. W 2013 roku liczyła 10 mieszkańców.